# Azerbeidzjan op het Eurovisiesongfestival 2016

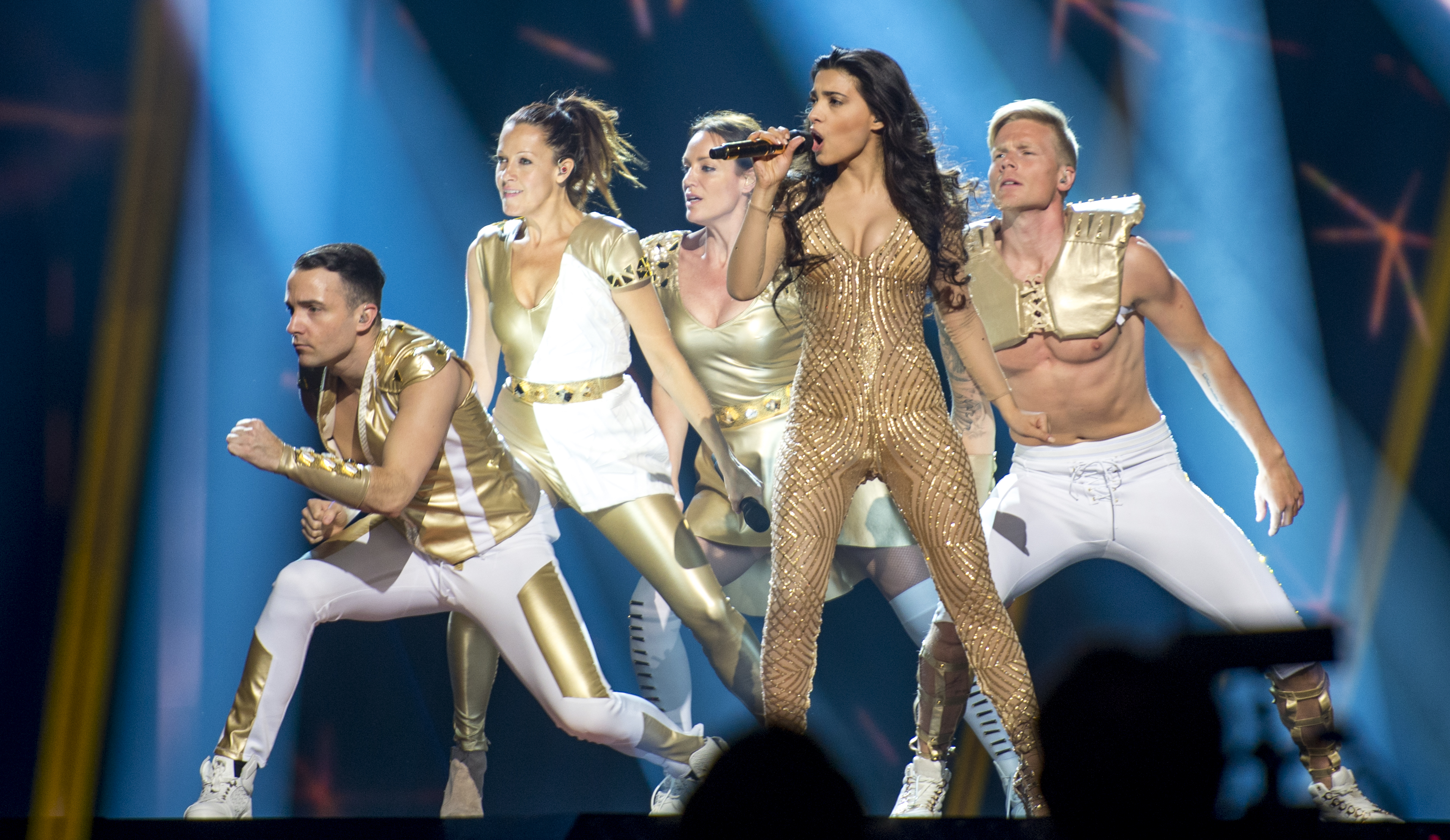
Səmra Rəhimli tijdens het Eurovisiesongfestival 2016

Azerbeidzjan nam deel aan het Eurovisiesongfestival 2016 in Stockholm, Zweden. Het was de 9de deelname van het land op het Eurovisiesongfestival. ITV was verantwoordelijk voor de Azerbeidzjaanse bijdrage voor de editie van 2016.

## Selectieprocedure
De Azerbeidzjaanse openbare omroep gaf op 29 januari 2016 aan om intern een act samen te stellen voor deelname aan het Eurovisiesongfestival. Geïnteresseerden kregen tot 10 februari de tijd om zich kandidaat te stellen en/of om een nummer in te zenden. Artiesten moesten over de Azerbeidzjaanse nationaliteit beschikken of deel zijn van de Azerische diaspora. Tekstschrijvers en componisten mochten buitenlanders zijn. De naam van de artiest die namens Azerbeidzjan naar Stockholm zou afzakken, werd op 10 maart 2016 onthuld. Het ging om Səmra Rəhimli. Haar nummer, Miracle, werd drie dagen later voorgesteld.

## In Stockholm
Azerbeidzjan trad in Stockholm in de eerste halve finale op dinsdag 10 mei 2016 aan. Səmra Rəhimli trad als veertiende van achttien acts op, net na Jüri Pootsmann uit Estland en gevolgd door Highway uit Montenegro. Azerbeidzjan wist zich te plaatsen voor de finale op zaterdag 14 mei.
In de finale trad Azerbeidzjan als vierde van de 26 acts aan. Səmra Rəhimli werd er 17de.
2008 · 2009 · 2010 · 2011 · 2012 · 2013 · 2014 · 2015 · 2016 · 2017 · 2018 · 2019 · 2020 · 2021 · 2022 · 2023 · 2024 · 2025
Albanië · Armenië · Australië · Azerbeidzjan · België · Bosnië en Herzegovina · Bulgarije · Cyprus · Denemarken · Duitsland · Estland · Finland · Frankrijk · Georgië · Griekenland · Hongarije · Ierland · IJsland · Israël · Italië · Kroatië · Letland · Litouwen · Macedonië · Malta · Moldavië · Montenegro · Nederland · Noorwegen · Oekraïne · Oostenrijk · Polen · Rusland · San Marino · Servië · Slovenië · Spanje · Tsjechië · Verenigd Koninkrijk · Wit-Rusland · Zweden · Zwitserland